# الحبضي (المخادر)

تعديل مصدري - تعديل

الحبضي هي إحدى قرى عزلة جبل عقد بمديرية المخادر التابعة لمحافظة إب، بلغ تعداد سكانها 176 نسمة حسب تعداد اليمن لعام 2004.